# Tauragė (district)
Tauragė (Litouws: Tauragės apskritis) is een van de tien districten van Litouwen en ligt in het westen van het land. De hoofdstad is de gelijknamige stad Tauragė (51.403 inwoners).

## Bevolking
Volgens de Sovjetvolkstelling van 1970 leefden er 127.561 mensen in het district Tauragė. Dit aantal nam langzaam af om later weer te groeien naar een hoogtepunt van ruim 134.000 inwoners in 2001. Sindsdien daalt de bevolking in een rap tempo.
| aantal inwoners | 127.561 | 124.135 | 124.402 | 134.275 | 110.059 |

In 2018 is het inwonersaantal verder gedaald naar zo'n 96.000 inwoners. Daarmee is Tauragė het dunstbevolkte district in Litouwen en de enige met minder dan honderdduizend inwoners.

#### Religie
Een ruime meerderheid van de bevolking behoort tot de Katholieke Kerk in Litouwen.
| Rooms-Katholieke Kerk       | 93.678  | 85,1%  |
| Orthodoxe Kerk              | 466     | 0,4%   |
| Oudgelovigen                | 52      | 0,0%   |
| Evangelisch-Lutherse Kerk   | 5.814   | 5,3%   |
| Gereformeerd protestantisme | 129     | 0,1%   |
| Islam (soennisme)           | 22      | 0,0%   |
| Jodendom                    | ...     | ...    |
| Grieks-Katholieke Kerk      | 22      | 0,0%   |
| Karaïtisch jodendom         | ...     | ...    |
| overig                      | 422     | 0,4%   |
| ongelovig                   | 2.833   | 2,6%   |
| geen antwoord               | 6.617   | 6,0%   |
| Totaal in district Tauragė) | 110.059 | 100,0% |

## Gemeenten
| Gemeente  | Inwoners | Hoofdplaats |
| --------- | -------- | ----------- |
| Jurbarkas | 37.800   | Jurbarkas   |
| Pagėgiai  | 12.200   | Pagėgiai    |
| Šilalė    | 31.500   | Šilalė      |
| Tauragė   | 52.700   | Tauragė     |

Alytus · Kaunas · Klaipėda · Marijampolė · Panevėžys · Šiauliai · Tauragė · Telšiai · Utena · Vilnius